# Carretera Sodupe-Arceniega
La carretera que une las localidades de Sodupe (Vizcaya) y Arceniega (Álava) recibe el nombre de  BI-2604  en territorio vizcaíno y  A-2604  en el alavés. En sus 11 kilómetros atraviesa el municipio de Gordejuela para conectar la  BI-636  con la  A-624 . Cabe señalar que casi la totalidad del recorrido por el municipio gordejolano es una travesía debido a la multitud de caseríos y pequeños barrios que se extienden a lo largo de la vía. Antes de la transferencia de las carreteras locales y comarcales a las diputaciones forales, esta carretera se denominó  L-638 .

## Trazado
| Velocidad | Esquema | Carretera que enlaza                           |
| --------- | ------- | ---------------------------------------------- |
|           |         | BI-636 Bilbao - Burgos BI-3641 Oquendo - Ayala |
|           |         | Gordejuela BI-3621 Aranguren                   |
|           |         | Allende - Las Llanas                           |
|           |         |                                                |
|           |         | A-3634 Llanteno - Amurrio                      |
|           |         | Arceniega A-624 Valmaseda - Amurrio - Vitoria  |